# Statisches Software-Testverfahren
Statische Software-Testverfahren (kurz: statische Tests) gehören zu den analysierenden Verfahren beim Softwaretest und unterteilen sich in
- Strukturierte Gruppenprüfung (englisch review)
- Statische Code-Analyse bzw. kurz statische Analyse

Statische Software-Testverfahren zeichnen sich dadurch aus, dass die Software bei diesen Tests nicht ausgeführt wird (non-execution based methods), im Gegensatz zu dynamischen Software-Testverfahren (execution based methods).

## Software Reviews
Bei Reviews nutzt man die menschlichen Denk- und Analysefähigkeiten, um durch Lesen und Nachvollziehen das Testobjekt zu prüfen. Die Norm IEEE 1028 (Standard for Software Reviews and Audits) beschreibt fünf Reviewarten:
- Management-Review
- Technisches Review
- Walkthrough
- Inspection
- Audit

Diese Reviewarten können prinzipiell auf alle Arbeitsergebnisse im Softwareentwicklungsprozess (z. B. Anforderungsspezifikationen, Designspezifikationen, Quelltext, Testspezifikationen, Softwaredokumentation) angewendet werden und bieten damit die Möglichkeit, bereits sehr früh in der Softwareentwicklungsphase qualitätssichernde Maßnahmen durchzuführen. Teilnehmer eines solchen Reviews sind mindestens der Autor des Programms, ein Gutachter, ein Protokollant und ein Moderator. Häufig kommt eine standardisierte Checkliste zum Einsatz. Mit Hilfe eines vollständigen Reviews werden 60–90 % der Fehler gefunden. Der Walkthrough ist eine Variante mit weniger formalistischem Aufwand und weniger Teilnehmern.

### Beispielhafte Checkliste
1. Funktionsumfang / Spezifikation / Entwurf / Dokumentation
Ist die Funktion entsprechend der Spezifikation umgesetzt worden?
Ist die Dokumentation des Programms vorhanden und vollständig
Enthält das Programm nicht gewünschten / spezifizierten Code?
...
2. Programmierung allgemein
Gibt es mehrfach vorhandenen Code (z. B. durch mehrfaches Kopieren)
...
3. Initialisierung und Deklaration
4. Methodenaufruf
5. Felder

## Statische Analyse
Die statische Analyse hat das Ziel, Fehler im Programmcode oder in formal beschriebenen Softwaremodellen zu finden. Die statische Analyse wird mit entsprechender Werkzeugunterstützung durchgeführt. Einsatzgebiete von statischen Analysewerkzeugen sind die Überprüfung gegen Programmierrichtlinien, Datenflussanalyse, Kontrollflussanalyse und Erstellung von Metriken (z. B. Lines of Code (LOC), Zyklomatische Komplexität).